# Tom Reichelt
Tom Reichelt (Marienberg, 12 maggio 1982) è un ex fondista tedesco.

## Biografia
In Coppa del Mondo ha esordito il 25 gennaio 2003 a Oberhof (33°) e ha ottenuto il primo podio l'11 marzo 2006 a Oslo (3°).
In carriera ha preso parte a un'edizione dei Giochi olimpici invernali, Vancouver 2010 (46° nella 15 km, 35° nell'inseguimento), e a tre dei Campionati mondiali (18° nella 50 km a Sapporo 2007 e a Oslo 2011 i migliori risultati).
Dal 2014 si dedica principalmente alla Marathon Cup e si è aggiudicato il trofeo in quella stessa stagione.

## Palmarès

### Coppa del Mondo
- Miglior piazzamento in classifica generale: 37º nel 2011
- 3 podi (1 individuale, 2 a squadre):
  - 3 terzi posti (1 individuale, 2 a squadre)

#### Coppa del Mondo - competizioni intermedie
- 1 podio di tappa:
  - 1 secondo posto

### Marathon Cup
- Vincitore della Marathon Cup nel 2014
- 1 podio:
  - 1 vittoria

#### Marathon Cup - vittorie
| Data             | Gara                 | Luogo   | Paese       | Distanza    |
| ---------------- | -------------------- | ------- | ----------- | ----------- |
| 22 febbraio 2014 | American Birkebeiner | Hayward | Stati Uniti | 52 km TL MS |

Legenda:

MS = partenza in linea

TL = tecnica libera